# Kotjärnen (Leksands socken, Dalarna)
Kotjärnen är en sjö i Leksands kommun i Dalarna och ingår i Dalälvens huvudavrinningsområde.